# Ostrolovský Újezd
Ostrolovský Újezd (jusqu'en 1948 : Újezd Ostrolov ; en allemand : Aujest Ostrolow) est une commune du district de České Budějovice, dans la région de Bohême-du-Sud, en République tchèque. Sa population s'élevait à 174 habitants en 2023.

## Géographie
Ostrolovský Újezd se trouve à 14 km au sud-est de České Budějovice et à 134 km au sud-sud-est de Prague.
La commune est limitée par Borovany au nord et à l'est, par Trhové Sviny au sud, et par Strážkovice à l'ouest.

## Histoire
La première mention écrite du village date de 1381.

## Transports
Par la route, Ostrolovský Újezd se trouve à 8 km du centre de Trhové Sviny, à 16 km de České Budějovice et à 166 km de Prague.